# He Named Me Malala
He Named Me Malala (br Malala) é um documentário de longa-metragem americano-emiradense de 2015 dirigido por Davis Guggenheim. O filme apresenta a jovem ativista feminista paquistanesa e ganhadora do Prêmio Nobel da Paz, Malala Yousafzai, que falou pelos direitos das garotas, especialmente o direito à educação, já que ela era muito jovem. O filme também conta como ela milagrosamente sobreviveu e tornou-se ainda mais eloquente em sua busca após de ser sido caçada e atacada por um atirador talibã como parte da violenta oposição da organização à educação das garotas no Vale do Suate, no Paquistão. O título refere-se ao herói popular afegão Malalai de Maiwand, depois de quem seu pai a nomeou.
Em 1 de dezembro de 2015, He Named Me Malala foi nomeada para a 88.ª cerimônia dos Academy Awards na categoria Melhor Documentário de Longa-metragem, mas não conseguiram obter a indicação. Entretanto, ele foi nomeado na 43ª edição da Annie Award na categoria Melhor Animação Especial de Produção.

## Produção
Walter F. Parkes e Laurie MacDonald produziram o filme através dos estúdios Imagination Abu Dhabi FZ junto com o Participant Media.

## Lançamento
A Fox Searchlight Pictures adquiriu os direitos do filme nos Estados Unidos em 31 de março de 2015, enquanto o StudioCanal lançaria o filme na França.
O filme estreou no Festival de Cinema de Telluride em 4 de setembro de 2015 e foi lançado nos cinemas dos Estados Unidos em 2 de outubro. Em 18 de junho de 2015, o canal de televisão por assinatura National Geographic anunciou ter adquirido direitos de transmissão do filme e transmitirá o filme em 171 países em 45 idiomas. No Paquistão, a Geo News transmitiu o filme, que foi especialmente apelidado em língua urdu pela família da protagonista.
Um guia de currículo gratuito para aulas do ensino médio e um guia de discussão para aulas para colégios estão disponíveis em inglês e será traduzido para outros idiomas. Guias educacionais podem ser baixados pelo website Journeysinfilm.

## Recepção

### Bilheteria
He Named Me Malala estreou nos cinemas dos Estados Unidos em 2 de outubro de 2015 e ganhou 60 mil e 884 dólares em seu fim de semana de abertura, classificando-o como número 43 na bilheteria dos Estados Unidos. Na semana seguinte, o filme expandiu de 4 para 446 telas, ganhando cerca de 685 mil dólares. A partir de 25 de outubro de 2015, o total doméstico do filme era de 1 milhão, 978 mil e 146 dólares. O filme começou seu lançamento internacional em 22 de outubro na Alemanha, onde arrecadou 29 mil e 880 dólares em 71 telas, classificando-o em 25º lugar. Ele abriu a Áustria um dia depois, onde estreou com 4 mil e 765 dólares em 11 telas. A partir de 25 de outubro de 2015, o total doméstico do filme foi de 1 milhão, 978 mil e 146 dólares e o total internacional foi de 34 mil e 644 dólares, dando ao filme um total bruto de 2 milhões, 12 ml e 790 dólares.

### Resposta crítica
O filme recebeu críticas mistas, tendendo para críticas positivas por partes dos críticos especializados, No Rotten Tomatoes, o filme tem uma classificação de 71% com base em 110 avaliações, com uma classificação média de 6.6/10. O consenso do site apresenta: "He Named Me Malala destaca um assunto digno, mas sem o foco que a história dele merece." No Metacritic, o filme tem uma pontuação de 61 em 100, com base em 25 críticos, indicando "revisões geralmente favoráveis." O filme recebeu duas indicações para os Prêmios Women's Image Network, incluindo "Melhor Documentário" e "Melhor Produtor." Tom Long, escrevendo para o The Detroit News, acrescentou que o diretor "talvez deixa conscientemente todo o tipo de questões penduradas." Além disso, para o escritor o diretor "humaniza Malala", um dos pontos que traz certa "tristeza para o processo."

### Prêmios e indicações
| Prêmios e indicaçõe      | Prêmios e indicaçõe                                                                | Prêmios e indicaçõe                                   | Prêmios e indicaçõe | Prêmios e indicaçõe | Prêmios e indicaçõe |
| Premiação                | Categoria                                                                          | Receptante(s)                                         | Resultado           | Ref(s)              |                     |
| ------------------------ | ---------------------------------------------------------------------------------- | ----------------------------------------------------- | ------------------- | ------------------- | ------------------- |
| Annie Award              | "Best Animated Special Production"                                                 | Parkes-MacDonald / Little Door                        | Venceu              | [ 19 ]              |                     |
| Annie Award              | "Outstanding Achievement, Production Design in an Animated Feature Production"     | Jason Carpenter                                       | Indicado            | [ 19 ]              |                     |
| Prêmios BAFTA            | "Best Documentary"                                                                 | Davis Guggenheim, Laurie MacDonald e Walter F. Parkes | Indicado            | [ 20 ]              |                     |
| Critics' Choice Awards   | "Best Documentary - Feature"                                                       | Davis Guggenheim                                      | Indicado            | [ 21 ]              |                     |
| Golden Trailer Awards    | "Best Documentary"                                                                 | "Trailer 1"                                           | Venceu              | [ 22 ]              |                     |
| Creative Arts Emmy Award | "Outstanding Directing for Nonfiction Programming"                                 | Davis Guggenheim                                      | Indicado            | [ 23 ]              |                     |
| Creative Arts Emmy Award | "Outstanding Cinematography for Nonfiction Programming"                            | Sam Painter                                           | Indicado            | [ 23 ]              |                     |
| Creative Arts Emmy Award | "Outstanding Picture Editing for Nonfiction Programming"                           | Greg Finton, Brian Johnson e Brad Fuller              | Indicado            | [ 23 ]              |                     |
| Creative Arts Emmy Award | "Outstanding Production Design for a Variety, Nonfiction, Event, or Award Special" | He Named Me Malala                                    | Indicado            | [ 23 ]              |                     |
| Creative Arts Emmy Award | "Outstanding Sound Editing for Nonfiction Programming (Single or Multi-Camera)"    | He Named Me Malala                                    | Indicado            | [ 23 ]              |                     |
| Creative Arts Emmy Award | "Outstanding Individual Achievement in Animation (Juried)"                         | Jason Carpenter                                       | Venceu              | [ 23 ]              |                     |
| Satellite Awards         | "Best Documentary Film"                                                            | Davis Guggenheim                                      | Indicado            | [ 24 ]              |                     |

## Trilha sonora
A trilha sonora oficial do filme foi lançada digitalmente em 25 de setembro de 2015 e fisicamente em 30 de outubro de 2015 pela Sony Classical Records.
| N.º            | Título                       | Duração |  |
| 1.             | "A Pashtun Story"            | 2:16    |  |
| 2.             | "I Am Malala"                | 2:24    |  |
| 3.             | "Which Camera Now?"          | 1:11    |  |
| 4.             | "July 12"                    | 2:01    |  |
| 5.             | "Ideology"                   | 1:56    |  |
| 6.             | "Headmaster"                 | 2:04    |  |
| 7.             | "Old Life New Life"          | 1:58    |  |
| 8.             | "Bonfires"                   | 1:28    |  |
| 9.             | "Cat Burglar"                | 1:20    |  |
| 10.            | "School v. Celebrity"        | 1:44    |  |
| 11.            | "Courtship"                  | 1:16    |  |
| 12.            | "Birmingham"                 | 2:20    |  |
| 13.            | "Radio Mullah"               | 2:29    |  |
| 14.            | "A Fiery Speaker"            | 2:41    |  |
| 15.            | "Night"                      | 1:25    |  |
| 16.            | "Candies for Books"          | 1:39    |  |
| 17.            | "No More There"              | 3:23    |  |
| 18.            | "Peace Prize"                | 1:04    |  |
| 19.            | "Refugees"                   | 4:34    |  |
| 20.            | "The Women"                  | 0:55    |  |
| 21.            | "Risk"                       | 1:22    |  |
| 22.            | "Speak What Is in Your Soul" | 2:28    |  |
| 23.            | "Grievous Injury"            | 4:54    |  |
| 24.            | "66 Million Girls"           | 2:11    |  |
| 25.            | "The Same Malala"            | 0:45    |  |
| 26.            | "Who Really I Am"            | 1:21    |  |
| Duração total: | Duração total:               | 53:20   |  |

Música adicionais (não incluídas na trilha sonora oficial):
- "Happiness" (tradicional) - executado por Form IV Class of Kisaruni Secondary School 2014
- "I Am Many" - escrito por Alicia Keys e Thomas Newman
- "Story to Tell" - por Alicia Keys

## Mídia doméstica
He Named Me Malala foi lançado em DVD em 15 de dezembro de 2015. O filme documenta os verdadeiros eventos que levaram ao ataque dos talibãs a Malala por falar em apoio à educação das garotas na região do vale Vale do Suate no Paquistão.